# Athenion
Athenion († 101 v. Chr.) war ein Anführer der Sklaven im zweiten römischen Sklavenkrieg.
Athenion stammte aus Kilikien und war als Sklave auf einem Landgut im westlichen Sizilien Aufseher über zweihundert andere Sklaven. Bei Ausbruch des Sklavenkriegs wurde er Anführer der aufständischen Sklaven und führte den Königstitel, diente dann aber dem im Ostteil der Insel zum König ausgerufenen Salvius als Stratege.
Nach dessen Tod wurde Athenion zum neuen König gewählt. Er strebte die Enteignung der bisherigen Großgrundbesitzer an und wollte das Land in Gemeinbesitz überführen. Allerdings scheiterte dieses Vorhaben, da die aufständischen Sklaven der militärischen Übermacht Roms auf Dauer nicht gewachsen waren. Athenion wurde in einer Schlacht von dem Konsul Manius Aquillius im Zweikampf getötet.